# ميشيل سالغادو
ميغيل أنخيل سالغادو فرنانديز (بالإسبانية: Míchel Salgado)، لاعب كرة قدم أسباني سابق، من مواليد 22 أكتوبر 1975 في أس نيفيس في إسبانيا.
بدأ مسيرته الكروية مع نادي سيلتا فيغو في عام 1994، ولعب معهم حتى عام 1999، وشارك معهم في 92 مباراة وسجل 3 أهداف، وأعير في موسم 1996/1997 إلى نادي سالامانكا، ولعب معهم 36 مباراة وسجل هدف واحد، وفي عام 1999 انتقل إلى نادي ريال مدريد، ولعب معهم فترة نجوميته وفاز مع ريال مدريد بدوري الأبطال والدوري الأسباني أكثر من مرة، وقد فسخ نادي ريال مدريد العقد مع اللاعب ثم وقع سالغادو عقد مع بلاكبيرن روفرز في أغسطس 2009 بمبلغ 8 ملايين يورو وراتب 2,8 مليون يورو بالسنة بعقد لمدة سنتين. لقب بـ رئيس الدفاع الأسباني لانه حقق إنجازات لم يحققها أي مدافع أسباني منها اتحقيقة لدوري الأبطال مرتين؛ وحقق كاس الانتركونتننتال مع ريال مدريد.
ولعب مع منتخب إسبانيا لكرة القدم من عام 1998 حتى 2006، والآن يعمل بالجهاز الفني للمنتخب المصري لكرة القدم.

## روابط خارجية
- ميشيل سالغادو على موقع الاتحاد الدولي (مؤرشف)  (الإنجليزية)
- ميشيل سالغادو على موقع الاتحاد الأوربي (الإنجليزية)
- ميشيل سالغادو على موقع قاعدة بيانات كرة القدم.إي يو (الإنجليزية)
- ميشيل سالغادو على موقع بيانات كرة القدم. دي إي (الألمانية)
- ميشيل سالغادو على موقع ناشيونال فوتبول تيمز (الإنجليزية)
- ميشيل سالغادو على موقع Soccerbase.com (لاعب) (الإنجليزية)
- ميشيل سالغادو على موقع Soccerway.com (الإنجليزية)
- ميشيل سالغادو على موقع عالم كرة القدم.نت (الإنجليزية)